# Kōsuke Yamamoto
Kōsuke Yamamoto (japanisch 山本 康裕 Yamamoto Kōsuke; * 29. Oktober 1989 in Hamamatsu, Präfektur Shizuoka) ist ein japanischer Fußballspieler.

## Karriere
Yamamoto erlernte das Fußballspielen in der Jugendmannschaft von Júbilo Iwata. Seinen ersten Vertrag unterschrieb er 2006 bei Júbilo Iwata. Der Verein spielte in der höchsten Liga des Landes, der J1 League. 2010 gewann er mit dem Verein den J.League Cup. Am Ende der Saison 2013 stieg der Verein in die zweite Liga ab. Für den Verein absolvierte er 143 Ligaspiele. Im Juni 2014 wurde er an den Erstligisten Albirex Niigata nach Niigata ausgeliehen. Für Niigata absolvierte er 53 Erstligaspiele. 2016 kehrte er zum Erstligisten Júbilo Iwata zurück. Am Ende der Saison 2019 stieg der Verein in die zweite Liga ab. Ende 2021 feierte er mit Júbilo die Meisterschaft der zweiten Liga und den Aufstieg in die erste Liga. Nach nur einer Saison in der ersten Liga musste er am Ende der Saison 2022 als Tabellenletzter wieder den Weg in die zweite Liga antreten.  2023 gelang ihm mit dem Verein als Vizemeister der zweiten Liga der direkte Wiederaufstieg in die erste Liga.

## Erfolge
Júbilo Iwata
- Japanischer Ligapokalsieger: 2010
- Japanischer Zweitligameister: 2021
- Japanischer Zweitligavizemeister: 2023